# Clucy
Clucy là một xã trong vùng hành chính Franche-Comté, thuộc tỉnh Jura, quận Lons-le-Saunier, tổng Salins-les-Bains. Tọa độ địa lý của xã là 46° 56' vĩ độ bắc, 05° 54' kinh độ đông. Clucy nằm trên độ cao trung bình là 608 mét trên mực nước biển, có điểm thấp nhất là 560 mét và điểm cao nhất là 718 mét. Xã có diện tích 5.13 km², dân số vào thời điểm 1999 là 72 người; mật độ dân số là 14 người/km².

## Thông tin nhân khẩu
| 1962 | 1968 | 1975 | 1982 | 1990 | 1999 |
| ---- | ---- | ---- | ---- | ---- | ---- |
| 84   | 87   | 82   | 80   | 88   | 72   |